# ابوالفوارس احمد بن یعقوب
ابوالفَوارِس احمد بن یعقوب (؟ – ۱۰۲۰م) داعی اسماعیلی و نویسندهٔ سوری بود که در دوره خلافت امام فاطمی، حاکم بأمرالله، می‌زیست. اطلاعات چندانی دربارهٔ زندگی او در دست نیست، جز آن‌که از سوی حاکم به عنوان داعی به زادگاه خود، سرزمین شام فرستاده شد. اثر برجستهٔ او «الرسالة فی الإمامة» نام دارد که متنی دینی است و در آن به شانزده پرسش مختلف دربارهٔ ابعاد گوناگون مسئلهٔ امامت پاسخ داده شده است.
ابوالفوارس با دانشمندان اسماعیلی احمد بن ابراهیم نیشابوری و حمیدالدین کرمانی معاصر بود. این سه نفر، ظاهراً به‌طور مستقل، ایده‌های اسماعیلی در مورد امامت را شرح می‌دادند، زیرا به آثار یکدیگر استناد نمی‌کنند.
تنها اثر شناخته‌شدهٔ ابو الفوارس، رساله‌ای است با عنوان «رسالة فی الإمامة» که احتمالاً پیش از سال ۱۰۱۷ میلادی نگاشته شده و در شانزده فصل تنظیم شده است—عددی که به‌طور نمادین با این باور اسماعیلیان مطابقت دارد که حاکم بأمرالله، امام شانزدهم ایشان بود.ابو الفوارس در این رساله استدلال می‌کند که وجود امام ضرورتی دینی است، زیرا قرآن، شریعت و سنت به تنهایی برای هدایت کافی نیستند.این اثر در ویرایشی انتقادی همراه با ترجمهٔ انگلیسی، توسط سامی ن. مکرم با عنوان «عقیدهٔ سیاسی اسماعیلیان: امامت» (به انگلیسی: The Political Doctrine of the Ismāʿīlīs: The Imamate) در سال ۱۹۷۷ در نیویورک منتشر شده است.